# Želetice (okres Znojmo)
Obec Želetice (německy Selletitz) se nachází v okrese Znojmo v Jihomoravském kraji. Žije zde 315 obyvatel.
Sousedními obcemi sídla jsou Vítonice, Hostěradice, Horní Dunajovice, Morašice a Žerotice.

## Historie
Od roku 1320 území obce patřilo olomouckému biskupství. První písemná zmínka o obci pochází z roku 1351. Od poloviny 16. století bylo panství Želetice majetkem rodu Březnických z Náchoda. Začátkem 18. století koupil zdejší panství František Karel Berchtold. Jeho vnuk Prosper Antonín Berchtold z Uherčic dne 31. prosince 1755 prodal zdejší panství za 150 000 rýnských zlatých své matce, která se po smrti Františka Karla znovu vdala a stala se hraběnkou Walldorfovou.V roce 1838 koupil Želetice Karl Friedrich Kammel von Hardegger. Kolem roku 1850, když byli majiteli panství Chorinští z Ledské, se protrhla hráz zdejšího rybníka a způsobená povodeň zničila zdejší zámek. Obec zažila hospodářský rozkvět, když zde byl v letech 1863 až 1865 vybudován cukrovar; ten ale po 1. světové válce kvůli ztrátě odbytu ukončíl provoz. Někteří občané německé národnosti byli po druhé světové válce vysídleni.

## Pamětihodnosti
- Kostel sv. Jakuba Staršího
- Socha generála Laudona na návsi
- Vodní mlýn č.p. 63

## Galerie

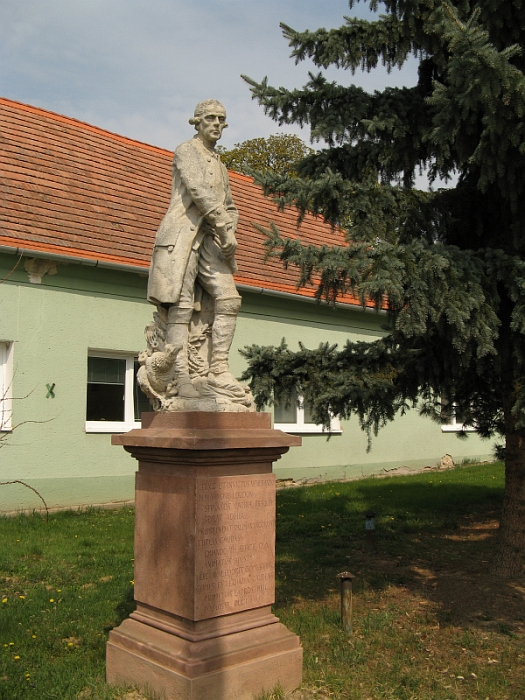
Socha generála Laudona
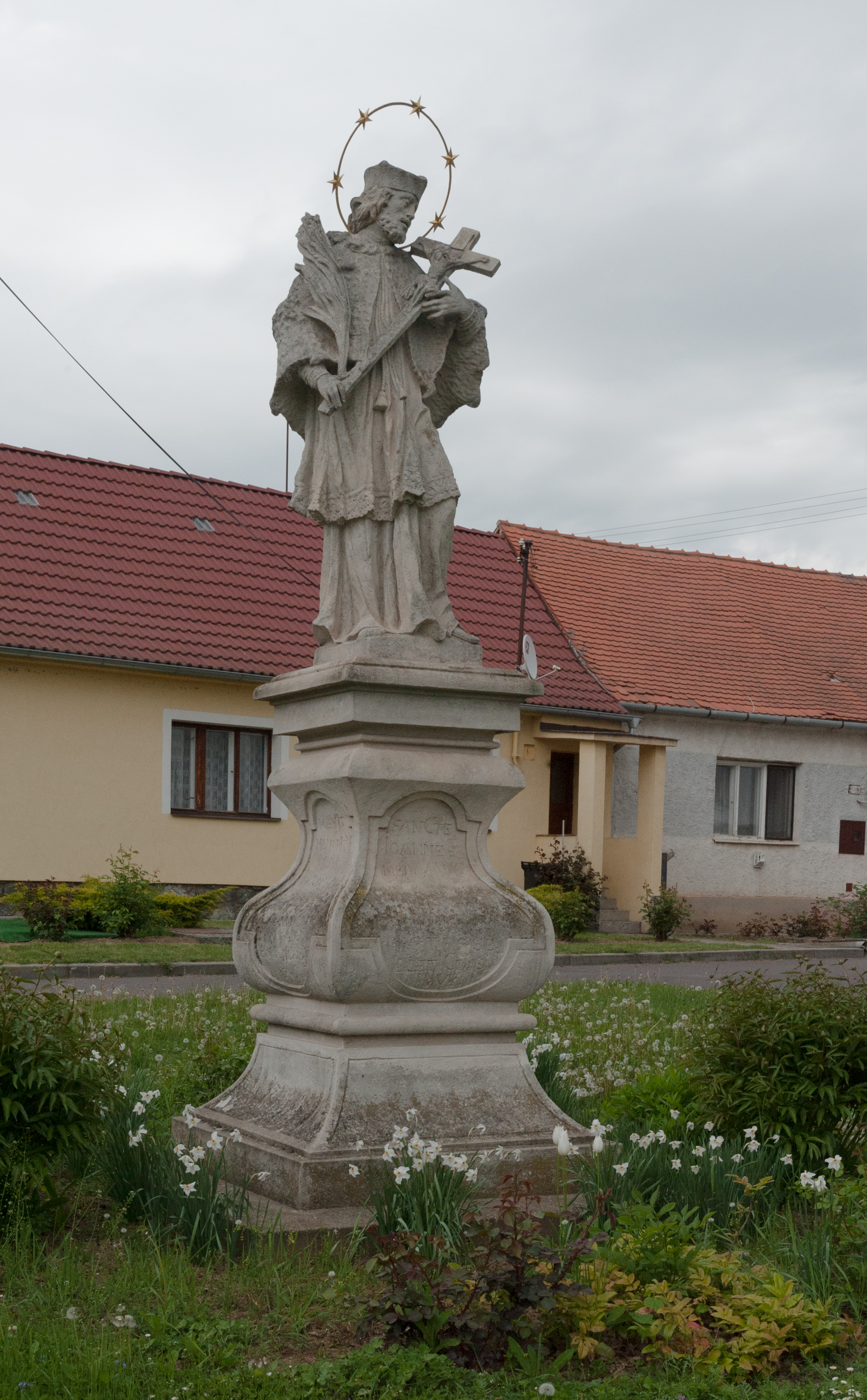
Socha sv. Jana Nepomuckého
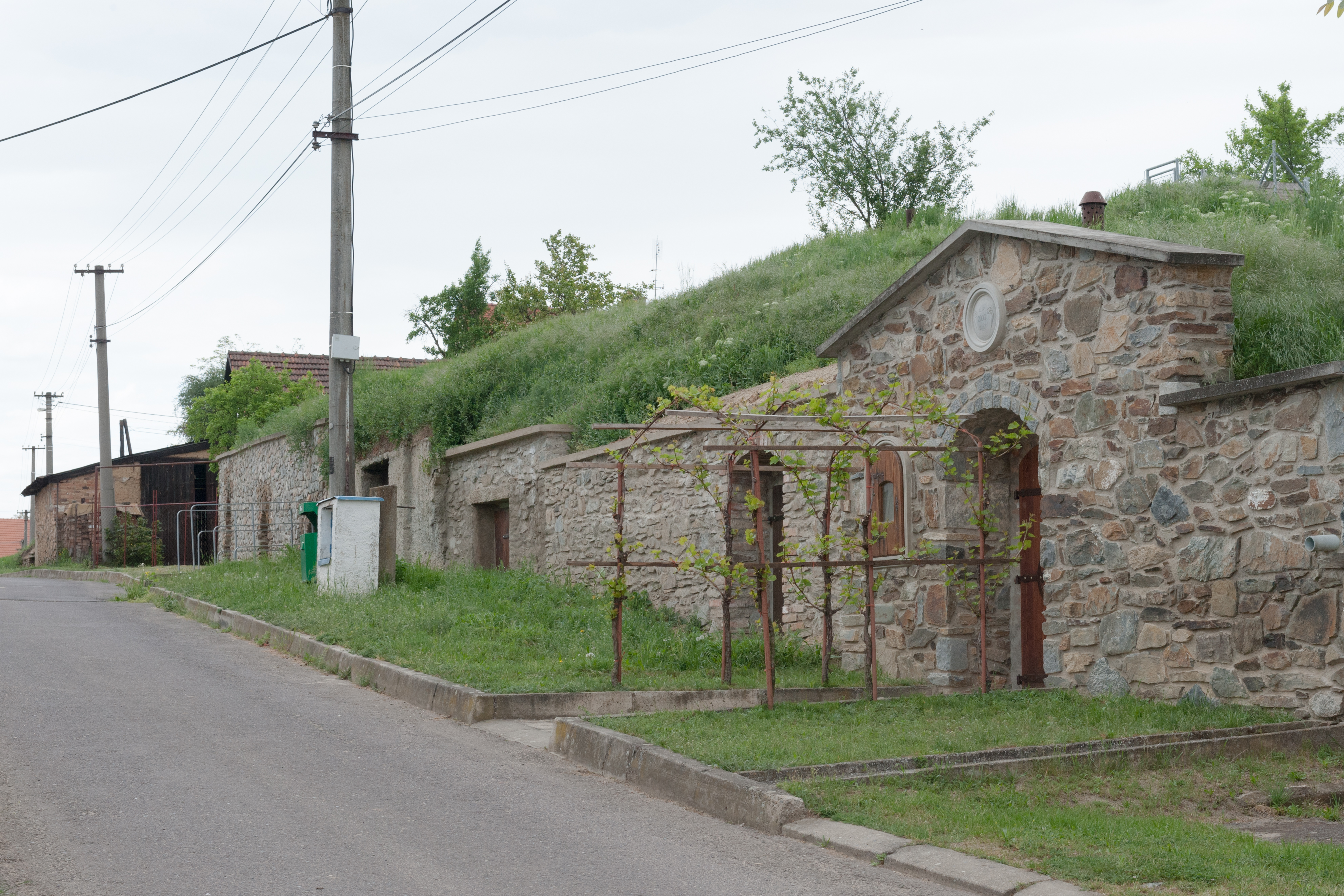
Vinné sklepy
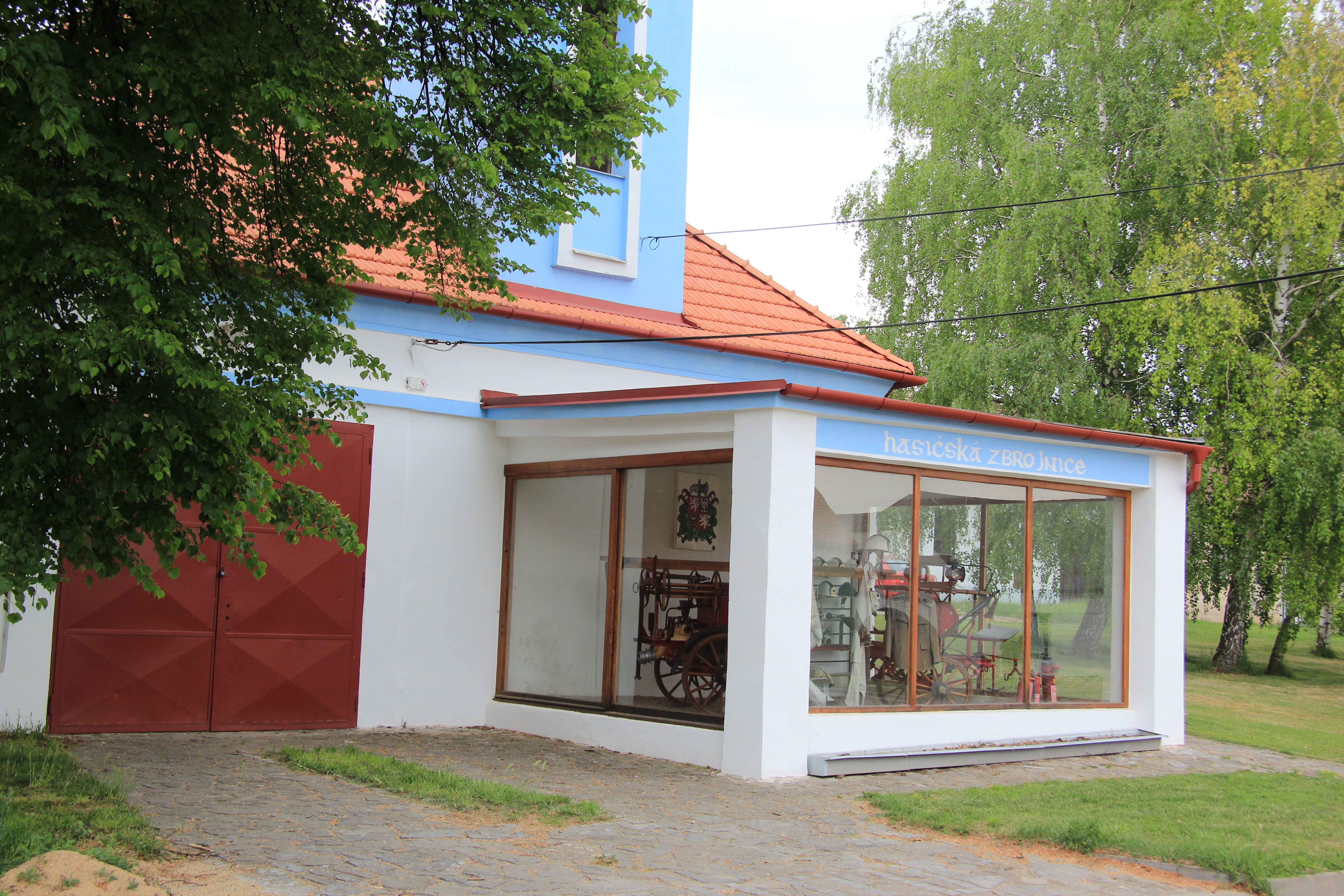
Hasičská zbrojnice

## Osobnosti
- Ludwig Eckhart (1890–1938), matematik